# Personaggi de L'Uomo Tigre
Questa voce elenca i personaggi della serie manga e anime L'Uomo Tigre, creata da Ikki Kajiwara.

## Protagonisti

### Naoto Date
Naoto Date (伊達 直人?, Date Naoto), ring name Tiger Mask (タイガーマスク?, Taigā Masuku), nel doppiaggio italiano "Uomo Tigre", è il protagonista della serie. È un orfano cresciuto nella Chibikko House. Fuggito dall'orfanotrofio, viene assoldato dall'organizzazione criminale Tana delle Tigri, che addestra wrestler spietati e sanguinari, e sottoposto ad alcuni allenamenti disumani che lo temprano e lo formano come wrestler sleale e malvagio. Il suo costume da wrestler comprende una maschera da tigre, mutande nere, pantaloni grigi e stivali neri da combattimento. Decide di usare i suoi proventi per opere di bene e di non rispettare la clausola che impone ai wrestler popolari di dare metà dei loro proventi a Tana delle Tigri, venendo perciò bandito dall'organizzazione come traditore e condannato a morte. Prende dunque a gareggiare nella Japan Pro-Wrestling Association, creandosi una sorta d'alter ego, generoso da un lato e spietato dall'altro, mentre Tana delle Tigri gli continua a dare la caccia, inviandogli contro dei wrestler che sono dei veri e propri sicari con il compito di ucciderlo. Dopo aver sconfitto Tana delle Tigri, si sbarazza della sua maschera e muore investito da un autocarro nel tentativo di salvare un bambino che attraversava la strada in bicicletta, morendo così senza che nessuno venga a sapere della sua identità di wrestler. In Uomo Tigre II, la sua morte viene confermata, con la differenza che tutti conoscono la sua vera identità. Al contrario, in Tiger Mask W non è morto e non si hanno più sue notizie dalla notte in cui sparì per sempre dalla circolazione a bordo di un aereo con destinazione ignota, dopo essere stato smascherato davanti a tutti nel death match con Tiger the Great. Il suo luogo d'allenamento segreto alle pendici del Fuji e il suo sogno mai avverato di creare un parco giochi sicuro per i bambini sono tratti dal manga, ma omessi nel primo anime. È doppiato in giapponese da Kei Tomiyama, ma sostituito da Katsuji Mori per malattia negli episodi da 31 a 39, e da Noriko Watanabe quando era ragazzo. In italiano è interpretato da Marco Bonetti per i primi 52 episodi e da Oliviero Dinelli per i restanti. Nel film live action del 2013 è interpretato da Eiji Wentz.

### Daigo Daimon
Daigo Daimon (大門 大吾?, Daimon Daigo), ring name Mister Fudo (ミスター不動?, Misutā Fudō), è un ex membro di Tana delle Tigri, nonché il migliore amico di Naoto, che lo considera quasi come un fratello maggiore. Originario di Hiroshima, è rimasto orfano e senza casa dopo la tragedia della bomba atomica. Nonostante sia un wrestler di Tana delle Tigri, è di animo buono, infatti non è mai diventato ufficialmente un wrestler, preferendo lavorare nell'organizzazione come allenatore, anche se come wrestler è praticamente allo stesso livello di Naoto. Il loro primo match è in realtà uno scontro: ingaggiato da Tana delle Tigri, combatte Naoto sotto le spoglie di Mister Fudo, un pro-wrestler che indossa la maschera di Acala, il demone della tradizione buddhista giapponese che rappresenta il fuoco. Dopo aver chiarito tutto, i due ritornano amici come un tempo. Dopo aver tradito Tana delle Tigri per fare fronte comune con Naoto fa vari lavori, inoltre va a vivere con Arashi, il quale gli insegna il judo migliorando la sua tecnica, poi combatte insieme a Tiger Mask unendosi alla Japan Pro-Wrestling Association. Riesce ad uccidere i capi della tana, Big Tiger e Black Tiger, morendo però due giorni dopo all'ospedale Seimei per le ferite riportate ai polmoni dal tirapugni di Big Tiger. È doppiato in giapponese da Kazuya Tatekabe, mentre da Yonehiko Kitagawa nell'episodio 15, e in italiano da Gabriele Carrara e Giovanni Brusatori.

### Kentaro Takaoka
Kentaro Takaoka (高岡 拳太郎?, Takaoka Kentarō), ring name Yellow Devil (イエロー・デビル?, Ierō Debiru, lett. "Diavolo giallo"), è un ragazzo giapponese di fede cristiana nel quartiere di Meiwa. Orfano di padre, a 15 anni decide di fare una scelta: lasciare il karate e il lavoro part-time di lattaio ed iscriversi a Tana delle Tigri per dare alla madre malata e alla sorella minore un futuro migliore. È il migliore tra gli allievi, ma durante l'addestramento succede una disgrazia. La madre muore e Mister X coglie al volo l'occasione e spaccia Tiger Mask per la causa diretta della sua scomparsa: avendole detto che è entrato a far parte di Tana delle Tigri, sarebbe morta di dolore, nonostante l'operazione chirurgica fosse andata bene. Così il suo odio, del tutto infondato, per Naoto cresce sempre di più, fino al punto da volerlo affrontare in uno death match all'ultimo sangue. Alla fine, grazie a Daimon, Naoto riesce a fargli capire che il vero cattivo è Mister X, così diventa un altro inseparabile amico e discepolo di Tiger Mask e sale sul ring giapponese come Ken Takaoka (ケン高岡?, Ken Takaoka). È pronto a rischiare la vita per vendicare Daimon, il suo migliore amico Koroku e tutti i compagni uccisi da Tana delle Tigri, ma Naoto gli ricorda di pensare invece a sua sorella. Quando Naoto rimane coinvolto in un incidente, indossa di propria iniziativa la sua maschera e vince il match al suo posto. Finito gravemente infortunato nel death match con Tiger the Great, il capo di Tana delle Tigri, racconta a Ruriko tutta la verità su Tiger Mask e s'innamora ricambiato dell'infermiera responsabile del suo ricovero all'ospedale Miyata. Alla fine, prima di lasciare per sempre il Giappone, Naoto lo sceglie come legittimo successore della sua maschera e giura fermamente di continuare a proteggere la felicità degli orfani svantaggiati, una volta guarito del tutto e tornato sul ring. Ricompare in Tiger Mask W, ambientato più di quarant'anni dopo, ormai anziano e invalido per tornare a combattere. È doppiato in giapponese da Ryōichi Tanaka, mentre da Osamu Ichikawa quando era ragazzo, e in italiano da Marco Joannucci.

## Tana delle Tigri
Tana delle Tigri (虎の穴?, Tora no ana, lett. "Foro della tigre") è un'organizzazione criminale specializzata nel raccogliere orfani in tutto il mondo per allenarli a diventare pro-wrestler. È il reparto di wrestling del sindacato mondiale della criminalità. Un vero covo di belve, i metodi di addestramento sono brutali e spesso inumani. Il metodo con cui l'organizzazione alleva i propri discepoli è quello della violenza e del combattimento scorretto, e questi, una volta divenuti professionisti, devono versare all'organizzazione il 50% dei propri guadagni, pena l'essere considerati dei traditori e subire la sentenza di morte eseguita sia sul ring, per opera di altri wrestler inviati dalla stessa organizzazione, o in alcuni casi per mano di sicari dell'organizzazione. Il quartier generale si trova in Svizzera, in cima a un'impervia montagna sulle Alpi meridionali. Al vertice si trova il Boss che è in realtà il wrestler Tiger the Great, fondatore e capo supremo dell'organizzazione che però trascorre buona parte della serie nell'ombra lasciando che ad essere il volto della società siano tre amministratori, a loro volta wrestler leggendari: Black Tiger, Big Tiger e King Tiger. Nel manga, invece, ne vengono mostrati quattro. Con la morte di Tiger the Great, finisce di esistere. Mister X era morto il giorno prima rimanendo vittima di un suo stesso attentato ai danni di Tiger Mask. Nel manga la sorte e il ruolo dell'organizzazione è leggermente differente. Dopo essere stata letteralmente espugnata da Tiger Mask e dagli altri pro-wrestler giapponesi, scompare dalla storia e non viene fatta più menzione di Mister X e dei quattro amministratori, che erano riusciti a fuggire in elicottero.

### Mister X
Mister X (ミスターＸ?, Misutā X) è l'antagonista principale della serie. È un uomo dalla pelle violacea e dall'abbigliamento ricercato: cappello a cilindro, monocolo, smoking elegante, mantello e bastone da passeggio. Lavora per conto di Tana delle Tigri ed è incaricato di ricondurre all'ordine e all'obbedienza i traditori che vi sfuggono e a organizzare tutti gli incontri-espedienti per ucciderli. Molto educato quanto sinistro, non si conosce nulla della sua vita privata se non che è uno spregevole e vigliacco impresario dei wrestler, che cerca sempre di sbarazzarsi di Tiger Mask. Capace di incutere terrore persino ai combattenti più potenti, non esita a servirsi, a volte anche al di fuori degli incontri, di metodi crudeli ed efferati per portare a termine il proprio compito. La sua incombente figura rappresenta per Naoto un incubo costante: solo alla fine della serie, nell'anime e non nel manga, muore in un incidente stradale, tentando di eliminarlo, il giorno prima della sconfitta di Tana delle Tigri. In Tiger Mask W, il nuovo Mister X, che è identico a lui, conserva nel suo ufficio le reliquie: il bastone, il cilindro e la lente rotta. È doppiato in giapponese da Hidekatsu Shibata e in italiano da Nino Scardina. Nel film live action del 2013 è interpretato da Shō Aikawa.

### Miracle 3
Miracle 3 (ミラクル3?, Mirakuru 3), nel doppiaggio italiano "Mistero Nero", conosciuto anche come Boss (ボス?, Bosu) o Tiger the Great (タイガー・ザ・グレート?, Taigā Za Gurēto), nel doppiaggio italiano "Grande Tigre", è il capo dell'organizzazione. Fino a qualche anno prima dell'inizio della storia era un fenomenale wrestler che combatteva smascherato, con il ring name di Tiger the Great. Dopo essersi ritirato e aver conquistato, grazie al capo del sindacato, un ruolo al vertice del mondo della criminalità legato al wrestling, decide di ritornare sul ring per affrontare Tiger Mask il giorno dopo la morte di Mister X. In un primo momento veste i panni di un wrestler mascherato di nome Miracle 3, che riunisce in sé forza, tecnica e abilità nelle scorrettezze. Vince però i suoi incontri sempre in modo pulito ottenendo forti consensi del pubblico e scuotendo la sicurezza di Tiger Mask. Solo quando è convinto di aver studiato Tiger Mask a sufficienza e sicuro di batterlo, rivela in pieno le sue potenzialità assassine e cambiata la sua calzamaglia nero/viola con una da tigre bianca, riassume il suo vecchio nome Tiger the Great e dopo aver ridotto in fin di vita il giovane Ken Takaoka lancia la sua sfida finale a Naoto. Nello scontro con Tiger Mask, all'inizio riesce a dominare il match picchiando Tiger Mask a sangue con ogni tipo di mosse fallose, ma quando toglie la maschera a Naoto, rivelando la sua identità e svegliando così il demonio che è in lui, viene massacrato, appeso al lampadario e infine stritolato dalla caduta di questo e trafitto dalle schegge di vetro. In Tiger Mask W si scopre che era il nonno di Tiger the Great the Third. Il suo costume da Miracle 3 comprendeva una tuta viola, stivali e guanti bianchi, ed una maschera che lasciava allo scoperto solo gli occhi, il naso e la bocca (con il colore della pelle violaceo). Come Tiger the Great il suo costume comprendeva una tuta grigia/bianca con delle righe tigrate sulla schiena e delle ossa sul petto che raffigurano un teschio trafitto da un pugnale, indossava anche stivali bianchi (gli stessi di Miracle 3), guanti viola e una maschera da tigre bianca.
Nel manga, sebbene compaia Miracle 3, non compaiono né Tiger the Great né il Boss. Infatti, nel manga Miracle non è il capo dell'organizzazione ma ne è solo un emissario, inoltre si tratta di tre wrestler simili in corporatura e con la stessa maschera che, esperti rispettivamente in forza, tecnica e scorrettezze si sostituiscono tra loro lungo l'incontro dando l'impressione che Miracle sia esperto in tutte e tre le tecniche e instancabile. Nel manga inoltre compare un ex lottatore di Tana Delle Tigri - l'ultimo lottatore dell'organizzazione criminale ad agire dopo la sua disfatta - di nome Kim che, indossando una maschera di Tigre identica a quella di Naoto, avvia una campagna diffamatoria nei confronti di Naoto al fine di farlo passare per un lottatore scorretto e malvagio. Nell'anime è doppiato in giapponese da Taimei Suzuki, mentre in ombra da Keiichi Noda nell'episodio 28 e Seizo Katō nell'episodio 75, e in italiano da Renato Montanari.

### King Tiger
King Tiger (キング・タイガー?, Kingu Taigā), nel doppiaggio italiano "Re delle Tigri", costituisce, insieme a Black Tiger e Big Tiger, il terzetto di dirigenti mascherati della Tana delle Tigri, dunque il vice-capo dell'organizzazione, un sovietico che compare senza maschera nell'episodio 61. Viene considerato il wrestler più forte esistente al mondo, poi ritiratosi perché nessun rivale era in grado di tenergli testa. È maestro indiscusso di scorrettezze, pur possedendo un elevato livello di tecnica e un'ottima forza fisica e rapidità. Secondo per doti da wrestler e in gerarchia solo a Tiger the Great, indossa una maschera di tigre con un orecchio strappato, un vestito rosso che gli copre una metà del busto e stivali da lotta neri. Disputa contro Tiger Mask un combattimento sanguinoso, al termine del quale muore cadendo dal ring e conficcandosi nella schiena su un tavolo spaccato e, prima di morire, rivela al suo nemico mortale che altri wrestler sono pronti a ucciderlo. Per ordine del Boss, viene sostituito da Mister X fino alla sua morte. È doppiato in giapponese da Masao Nakasone e in italiano da Diego Michelotti.

### Big Tiger
Big Tiger (ビッグ・タイガー?, Biggu Taigā), nel doppiaggio italiano "Grossa Tigre", era un wrestler fortissimo nel team delle tre tigri, assieme Black Tiger e King Tiger, che poi abbandonarono il ring per la loro mostruosa forza fisica. Diventato poi uno degli amministratori di Tana delle Tigri, fa di tutto assieme i suoi compagni per uccidere Tiger Mask, ma poi decide insieme a Black Tiger di combattere personalmente lui e Mister Fudo. Durante il tag match finisce per uccidersi a vicenda con il suo alleato, che gli conficca il cacciavite nell'occhio sinistro durante un black out, ma con il tirapugni riesce a infliggere a Daimon la ferita mortale. È l'unico che non compare mai a volto scoperto. Per ordine del Boss, viene sostituito da Mister Y fino alla distruzione di Tana delle Tigri. In Tiger Mask W si scopre che era il padre di Big Tiger the Second. Il suo costume comprendeva una tuta tigrata senza maniche, stivali neri e una maschera da tigre con una cicatrice sull'occhio destro. È doppiato in giapponese da Yonehiko Kitagawa e in italiano da Giorgio Del Bene.

### Black Tiger
Black Tiger (ブラック・タイガー?, Burakku Taigā), nel doppiaggio italiano "Tigre Nera", era un wrestler fortissimo nel team delle tre tigri, che poi si ritirarono, diventando amministratori della Tana delle Tigri. Compare senza maschera negli episodi 73-74, come secondo di Yellow Devil. Durante un tag match contro Tiger Mask e Mister Fudo, muore al buio ucciso con il tirapugni in faccia dal suo stesso compagno, Big Tiger, che subisce la stessa sorte a causa del suo cacciavite. Il suo costume comprendeva mutande gialle, stivali gialli e una maschera da tigre con gli occhi viola. Non si capisce bene la razza della sua pelle, poiché negli episodi 73-74 (in cui è smascherato) lo si vede come un uomo caucasico, ma negli episodi 75-77 la sua pelle è di colore. Per ordine del Boss, viene sostituito da Mister Z fino alla distruzione di Tana delle Tigri. È doppiato in giapponese da Kenji Nakagawa.

## Personaggi reali

### Giant Baba
Giant Baba (ジャイアント馬場?, Jaianto Baba) è un pro-wrestler che nell'anime spesso fa da spalla a Tiger Mask, ed è sempre pronto a dispensare i suoi consigli da buon veterano del wrestling. Partecipa al torneo organizzato da Mister X sotto il nome di The Great Zebra (ザ・グレイト・ゼブラ?, Za Gureito Zebura), nel doppiaggio italiano "Grande Zebra". È doppiato in giapponese da Shingo Kanemoto e in italiano da Bruno Cattaneo.

### Antonio Inoki
Antonio Inoki (アントニオ猪木?, Antonio Inoki) è un pro-wrestler con un ruolo secondario nella serie. Ricompare come coprotagonista in Uomo Tigre II. È doppiato in giapponese da Masako Nakasone, mentre da Yonehiko Kitagawa nell'episodio 31, e in italiano da Renato Montanari.

### Seiji Sakaguchi
Seiji Sakaguchi (坂口 征二?, Sakaguchi Seiji) è un pro-wrestler che partecipa ai campionati mondiali insieme a Tiger Mask e Inoki, ma viene battuto in semifinale da Bill il quale aveva usato delle scorrettezze per portarsi in vantaggio. È doppiato in giapponese da Kazuya Tatekabe.

### Michiaki Yoshimura
Michiaki Yoshimura (吉村 道明?, Yoshimura Michiaki) è un pro-wrestler. È doppiato in giapponese da Yonehiko Kitagawa.

### Kintaro Ohki
Kintaro Ohki (大木 金太郎?, Ōki Kintarō), noto anche come Kim-il (キム・イル?, Kimu Iru), è il rappresentante della Corea del Sud ai campionati asiatici, sviluppa con Tiger Mask una profonda amicizia. Viene attaccato una prima volta da Mister Question perdendo i sensi. Durante i campionati sconfigge Carmen Z e poi affronta, stavolta sul ring, Mister Question subendo una nuova sconfitta senza essere in grado di usare il suo Colpo di Testa Mortale. È doppiato in giapponese da Kōsei Tomita e in italiano da Claudio Trionfi.

### Shikina Oki
Shikina Oki (沖識名?, Oki Shikina) è l'arbitro di tutti i match sul pro-wrestling.

## Altri personaggi

### Kenta
Kenta (健太?, Kenta) è un bambino orfano della Chibikko House. Ha un carattere irruente e ribelle, ed è considerato come il bullo della situazione. Stravede per Tiger Mask e segue tutti i suoi match in televisione o dal vivo. Non prova invece simpatia per Naoto, anzi lo detesta perché lo considera un figlio di papà. È doppiato in giapponese da Masako Nozawa e in italiano da ? e Gabriella Andreini.

### Ruriko Wakatsuki
Ruriko Wakatsuki (若月 ルリ子?, Wakatsuki Ruriko) è la direttrice dell'orfanotrofio Chibikko House e la sorella minore di Akira. È segretamente innamorata di Naoto e ha capito subito che è in realtà Tiger Mask. Ricompare negli ultimi due episodi di Uomo Tigre II. È doppiata in giapponese da Nana Yamaguchi per i primi 77 episodi, sia da ragazza che da adulta, e da Michiko Nomura per i restanti, poiché Yamaguchi era in parto. In italiano è interpretata da Liù Bosisio, Beatrice Margiotti e Gabriella Andreini. Nel film live action del 2013 è interpretata da Natsuna Watanabe.

### Akira Wakatsuki
Arika Wakatsuki (若月晃?, Wakatsuki Akira), nel doppiaggio italiano "Watsuki", è il fratello maggiore di Ruriko e si occupa della gestione finanziaria dell'orfanotrofio. È doppiato in giapponese da Kenji Nakagawa, e Kei Tomiyama da ragazzo, e in italiano da Giovanni Brusatori. 

### Gaboten
Gaboten (ガボテン?, Gaboten) è un bambino orfano della Chibikko House, l'unico ad essere grosso (e quindi in alcuni casi il più forte). È doppiato in giapponese da Noriko Watanabe fino all'episodio 55, e da Keiko Yamamoto dall'episodio 56.

### Yoshio Sasaki
Yoshio Sasaki (佐々木芳夫?, Sasaki Yoshio), soprannominato Yoshibo (ヨシ坊?, Yoshi-bo), è un bambino orfano della Chibikko House. È l'unico che viene adottato da una famiglia ricca, volendo però ritornare all'orfanotrofio perché sente la nostalgia di tutti i suoi amici, anche se alla fine si ricongiunge alla sua vera famiglia di Yokohama, composta dai genitori, dal fratello e dalla sorella minori. È doppiato da Mariko Takigawa fino all'episodio 55, e da Noriko Watanabe dall'episodio 56.

### Toppo
Toppo (トッポ?, Toppo) è un bambino orfano della Chibikko House.

### Chappy
Chappy (チャッピー?, Chappī) è una bambina orfana della Chibikko House. È doppiata in giapponese da Sachiko Chijimatsu, Akiko Tsuboi per l'episodio 49 e Michiko Nomura per l'episodio 81.

### Mitsu Takada
Mitsu Takada (高田 ミッ?, Takada Mitsu), nel doppiaggio italiano "Miriam", è una bambina orfana della Chibikko House. Viene chiamata Micro (ミクロ?, Mikuro) per via della sua bassa statura. Alla fine viene adottata, prendendo fiducia verso la sua nuova famiglia grazie a Tiger Mask. È doppiata in giapponese da Kazuko Sugiyama.

### Yoko Takaoka
Yoko Takaoka (高岡洋子?, Takaoka Yōko) è la sorella minore di Kentaro, una bambina molto sensibile. Orfana di padre, deve cucire e cucinare da quando la madre è costretta a letto. Viene mandata da Naoto alla Chibikko House dopo la morte della madre e alla fine si ricongiunge al fratello maggiore. Come la madre, sogna di diventare una fioraia e avere un piccolo negozio. In Tiger Mask W, ambientato più di quarant'anni dopo, ha avuto una figlia, Haruna Takaoka. È contraria al suo sogno di diventare una pro-wrestler perché la verità sul suo eroe Tiger Mask la sconvolse da bambina, così il fratello glielo ha promesso, ma alla fine si devono rassegnare ad accettare la sua carriera. È doppiata in giapponese da Reiko Katsura, Mariko Takigawa negli episodi 34 e 79, Kazuko Sugiyama nell'episodio 86.

### Toranosuke Arashi
Toranosuke Arashi (嵐 虎之介?, Arashi Toranosuke), soprannominato Arashi Judan (嵐十段?, Arashi Jū-dan), è un anziano maestro di arti marziali nel quartiere di Arashiyama, a Kyoto, fondatore dell'Arashi Dojo. Amico di Tiger Mask e Daimon, aiuta spesso i due nei momenti bui, e conosce la vera identità di Tiger Mask. In Tiger Mask W, ambientato più di quarant'anni dopo, è morto da tempo e il suo vecchio dojo è retto dal terzo maestro, Issei Handa. Ken non lo ha mai incontrato, ma Naoto gli ha parlato di lui. È doppiato in giapponese da Yonehiko Kitagawa e in italiano da Carlo Allegrini.

### Kotaro Wakatsuki
Kotaro Wakatsuki (若月光太郎?, Wakatsuki Kōtarō) è il defunto padre di Akira e Ruriko. Aprì per primo la Chibikko House a Ōizumigakuen, nel quartiere Nerima. È doppiato in giapponese da Masao Nakasone. Nel film live action del 2013 è interpretato da Yōichi Nukumizu.

### Sadamasa Takaoka
Sadamasa Takaoka (高岡貞昌?, Takaoka Sadamasa) è la defunta madre di Kentaro e Yoko, una donna delicata con la passione dei fiori, che vive in una piccola casa giapponese in rovina nel quartiere di Meiwa. Dopo la morte del marito, che viene ricordato dal figlio in una vecchia fotografia sul mobile di casa nell'episodio 53, nonostante il dolore, ha dovuto lottare contro la vita povera per crescere disperatamente i figli, tanto da ammalarsi di tubercolosi ed essere costretta a letto. Il figlio deve sudare lavorando part-time come lattaio anche sotto la pioggia, ma la paga non basta per curarla e firma il contratto di Mister X per diventare un pro-wrestler come Tiger Mask. Viene ricoverata al sanatorio prefettizio, ma muore sotto i ferri il giorno in cui Tiger Mask sconfigge Hippie e viene scelto per partecipare al campionato asiatico, senza poter rivedere il figlio, e viene sepolta al cimitero del Sensō-ji. Poco prima dell'operazione chirurgica, ha chiesto aiuto a Tiger Mask per i suoi figli, il quale, senza maschera e come amico del wrestler, le ha promesso di fare il possibile per aiutarla. Il figlio crede alla menzogna di Mister X, che ne approfitta e spaccia Tiger Mask per la causa diretta della sua scomparsa, ma alla fine Naoto riesce a salvarlo da Tana delle Tigri e a farne il suo successore. È doppiata in giapponese da Nana Yamaguchi.